# Neomaso minimus
Neomaso minimus är en spindelart som beskrevs av Alfred Frank Millidge 1985. Neomaso minimus ingår i släktet Neomaso och familjen täckvävarspindlar. Inga underarter finns listade i Catalogue of Life.